# Marge Business
Marge Business (Realty Bites) est le 9e épisode de la saison 9 de la série télévisée d'animation Les Simpson.

## Synopsis
Homer décide d'emmener Marge à une enchère organisée par la police, elle met en vente des choses appartenant aux prisonniers de Springfield. Il y achète une voiture de sport cabriolet qui appartenait au Serpent, nommé la Bonnie and Clyde.
Choqué de voir sa voiture partir entre les mains d'un autre, ce dernier "parvient" à s'échapper de prison, malgré l’interdiction écrite sur la porte de la clôture de la cour de promenade de la prison, pour le suivre afin de récupérer sa voiture. Marge, ne voulant plus monter dans la nouvelle voiture d'Homer, conduisant comme une tête brûlée, décide de rentrer à pied.
En chemin, elle rencontre Lionel Hutz, devenu patron d'une agence immobilière. Elle décide de tenter le coup, elle passe les examens d'entrée et entre en tant qu'agent immobilière.
La franchise et l’honnêteté de Marge vis-à-vis des clients potentiel agace Hutz, la menaçant de la virer si elle n'arrive pas à vendre une maison la première semaine. Marge dans une de ses journées tombe sur les Flanders, ayant eu un coup de cœur pour une maison dite invendable par Hutz, surnommée « la maison du crime », une maison où eurent lieu des crimes atroces, sous pression, évite de dire qu'il s'agit de cette maison là, les Flanders signent l'acte de vente.
Plus tard l’honnêteté de Marge reprend le dessus et décide d'aller le signaler aux Flanders...